# Flagge Pakistans
Die Flagge Pakistans wurde mit der Unabhängigkeit des Landes am 14. August 1947 durch die konstituierende Nationalversammlung Pakistans als Nationalflagge angenommen. Der Flaggenentwurf stammt von Syed Amir-uddin Kedwaii und basiert auf der Flagge der gesamtindischen Muslimliga.
Die Flagge besteht aus einer halbliegenden weißen Mondsichel mit einem weißen fünfzackigen Stern vor dunkelgrünem Hintergrund. Am linken Flaggenrand befindet sich ein breiter weißer Streifen. Das grüne Feld der Flagge symbolisiert dabei die Muslime, die in Pakistan die Mehrheit der Bevölkerung stellen. Das weiße Feld steht für die nicht-muslimische Minderheit im Land und wurde erst kurz vor der Unabhängigkeit eingefügt. Die weiße Mondsichel stellt Fortschritt dar, der weiße Stern Licht und Wissen.

## Konstruktion der Flagge

Schema der Konstruktion der Flagge

Die zeichnerische Konstruktion der Flagge „mit Zirkel und Lineal“ ist in der nebenstehenden Abbildung illustriert. Das Verhältnis A:B beträgt 3:2 und das Verhältnis von C:D beträgt 1:3. P1 bildet den Mittelpunkt des grünen Rechtecks. Punkt P2 wird dadurch bestimmt, indem ein Kreis mit Radius 13⁄20B und Mittelpunkt in der rechten oberen Ecke der Flagge gezeichnet wird. Der Schnittpunkt dieses Kreises mit der von links unten nach rechts oben führenden Diagonalachse des grünen Rechtecks ist Punkt P2. Mit P1 als Mittelpunkt wird ein Kreis (C1) mit Radius 3⁄10B gezeichnet und zweiter Kreis (C2) mit P2 als Mittelpunkt und Radius 11⁄40B. Die eingeschlossene Fläche bildet den Halbmond. Der fünfzackige Stern wird durch einen Kreis mit Radius 1⁄10B, der einerseits Punkt P1 und andererseits den Schnittpunkt der Diagonale mit dem Kreis C1 tangiert, begrenzt.

## Weitere Flaggen

„Civil Air Ensign“ Pakistans
Handelsflagge
Armeeflagge
Gösch
Seekriegsflagge (Seitenverhältnis 1:2)
Flagge der pakistanischen Luftstreitkräfte
Präsidentenflagge